# Flugplatz Carpi

i7
i11
i13
Der Flugplatz Carpi (it.: Aeroporto di Carpi “Danilo Ascari”, ICAO-Code: LIDU) befindet sich in der norditalienischen Region Emilia-Romagna, rund sieben Kilometer nördlich der Stadt Carpi und etwa 20 Kilometer nördlich von Modena.

## Infrastruktur und Nutzung
Der knapp zwei Kilometer östlich der Brennerautobahn bei den Ortschaften Budrione und Fossoli gelegene Flugplatz hat eine 850 Meter lange, asphaltierte Start- und Landebahn (02/20). Nordwestlich der Landeschwelle 20 befindet sich ein asphaltiertes Vorfeld mit Heliport und zwei Hangars. Der Flugplatz dient in erster Linie der Allgemeinen Luftfahrt. Betrieben wird er vom örtlichen Aeroclub, der hier auch eine Flugschule unterhält.

## Sonstiges
- Der Flugplatz Carpi ist vor allem wegen des Carpi Air Festival bekannt, einer nicht immer regelmäßig veranstalteten Flugschau (früher Carpi Air Show). Gleichzeitig findet vor Ort meist ein Oldtimertreffen statt, bei dem auch Beschleunigungsrennen auf der Piste durchgeführt werden.
- Es gibt Planungen, die Start- und Landebahn auf bis zu 1500 Meter zu verlängern. Derzeit (2013) werden keine Landegebühren verlangt.
- Obwohl die Stadt Modena in nur 20 Kilometer Entfernung liegt, hat diese einen eigenen Flugplatz. Die nächstgelegenen Verkehrsflughäfen sind Parma im Westen, Bologna im Südosten und Verona im Norden.
- Carpi sollte nicht mit Capri verwechselt werden.